# Funkstown
Funkstown és una població dels Estats Units a l'estat de Maryland. Segons el cens del 2000 tenia 983 habitants.

## Demografia
Segons el cens del 2000, Funkstown tenia 983 habitants, 441 habitatges, i 253 famílies. La densitat de població era de 1.116,3 habitants/km².
Dels 441 habitatges en un 25,4% hi vivien nens de menys de 18 anys, en un 43,8% hi vivien parelles casades, en un 9,8% dones solteres, i en un 42,6% no eren unitats familiars. En el 33,1% dels habitatges hi vivien persones soles el 10,9% de les quals corresponia a persones de 65 anys o més que vivien soles. El nombre mitjà de persones vivint en cada habitatge era de 2,2 i el nombre mitjà de persones que vivien en cada família era de 2,81.
Per edats la població es repartia de la següent manera: un 19,8% tenia menys de 18 anys, un 9,3% entre 18 i 24, un 30,9% entre 25 i 44, un 24,8% de 45 a 60 i un 15,2% 65 anys o més.
L'edat mediana era de 39 anys. Per cada 100 dones de 18 o més anys hi havia 96 homes.
La renda mediana per habitatge era de 35.278 $ i la renda mediana per família de 45.197 $. Els homes tenien una renda mediana de 30.438 $ mentre que les dones 21.000 $. La renda per capita de la població era de 17.544 $. Entorn del 8,4% de les famílies i el 10,4% de la població estaven per davall del llindar de pobresa.

## Poblacions més properes
El següent diagrama mostra les poblacions més properes.